# 池淮镇
池淮镇是中华人民共和国浙江省衢州市开化县下辖的一个镇。
2014年4月29日，浙江省人民政府批复同意撤销池淮镇、张湾乡建制，合并设立新的池淮镇。调整后，新的池淮镇辖1个居民区、26个行政村，镇政府驻星池路39号。

## 行政区划
池淮镇下辖以下村级行政区划单位：
星新社区、石门村、滩头村、横龙村、虹光村、星阳村、黄庄村、庄埠村、航头村、芹源村、池淮村、坝头村、寺坞村、篁岸村、立江村、星口村、白渡村、玉坑村、油溪村、中畈村、油川村、塘林村、潭头村、余田畈村、路口村和爱国村。